# Bromuro di piombo
Il bromuro di piombo è il sale di piombo(II) dell'acido bromidrico, di formula PbBr2.
È un composto tossico per la riproduzione, nocivo, pericoloso per l'ambiente.